# Ivanka Hristova
Ivanka Marinova Hristova (bolgarsko Иванка Маринова Христова), bolgarska atletinja, * 19. november 1941, Osikovica, Bolgarija.
Nastopila je na poletnih olimpijskih igrah v letih 1964, 1968, 1972 in 1976, leta 1976 je osvojila naslov olimpijske prvakinje v suvanju krogle, leta 1972 pa bronasto medaljo. Na evropskih dvoranskih prvenstvih je osvojila eno zlato, dve srebrni in bronasto medaljo. Dvakrat je postavila svetovni rekord v suvanju krogle julija 1976, veljal je tri mesece.